# Cantó de Castèthnau de Ribèra Baisha
El cantó de Castèthnau de Ribèra Baisha és un cantó francès del departament dels Alts Pirineus, situat al districte de Tarba. Té 8 municipis i el cap cantonal és Castèthnau de Ribèra Baisha.

## Municipis
- Madiran
- Castèthnau de Ribèra Baisha
- Hagedèth
- Èras
- Lascasèras
- Senlana
- Soblacausa
- Vilafranca

## Història
| Data d'elecció                           | Identitat      | Partit        | Qualitat |
| ---------------------------------------- | -------------- | ------------- | -------- |
| 1988-1994                                | Gilbert Perès  | UDF           |          |
| 1994-2001                                | Joseph Latapie | Divers gauche |          |
| 2001-                                    | Francis Dutour | PRG           |          |
| les dades anteriors no són pas conegudes |                |               |          |
|                                          |                |               |          |

## Demografia
| 1962  | 1968  | 1975  | 1982  | 1990  | 1999  | 2006  |
| ----- | ----- | ----- | ----- | ----- | ----- | ----- |
| 2.302 | 2.254 | 2.172 | 2.166 | 2.048 | 1.995 | 1.989 |